# おにゃんこTOWN
『おにゃんこTOWN』（-タウン）は、1985年11月21日にポニー（現・ポニーキャニオン）から発売されたファミリーコンピュータ用ゲームソフト。

## ゲーム内容

### システム
内容はトップビュー方式のアクションゲーム。ゲームの目的は母猫のミルキーを操作して子猫のマイケルを探し出し家へ連れ帰ることで、町にはいじわるドッグ（犬）や車、包丁を持った魚屋のオッサンが徘徊しておりミルキーへ襲い掛かってくる。
操作は十字キーによる移動。一度キーを押すとその方向に走り続け、障害物があると止まるが障害物の無いところで立ち止まる事は出来ない。逆方向のキーを交互に入力し続けてその場所にとどまる事は可能、または横を向いて道の脇の家などの壁に方向を向ければその場に止まる。その他、Aボタンによるジャンプ、Bボタンによるマンホールの開閉がある。このマンホールには敵を落とすことが可能で、魚を取っていない場合それが唯一の攻撃方法となる。前方にあるマンホールならば、どんなに離れていても自由に開閉できる。ただし、自キャラとマンホールの間に地形がある場合、座標が合っていても障害物ごしに開閉は出来ない。
魚を取るといじわるドッグに触れてもミスにならず、ドッグを一定時間気絶させることが可能になり、ミルキーの足が速くなる。但し無敵の敵キャラ「魚屋のオッサン」が登場してミルキーを追い掛け回す。オッサンの出現は同時に一人までで、オッサンの出現中に別の魚屋の魚をとっても2人以上のオッサンは出てこない。
また、マイケルを連れていると移動速度が遅くなり、ジャンプも不可能になる。このため行きよりも帰りの方が難しくなる。魚を取ると若干足が速くなるが、一人の時ほどの速さではない。
面構成は8面まであり、9面以降は1面と同様のループになる。
開始時に1プレイヤーまたは2プレイヤーを選べるが、当時の他のゲームと同様、1プレイヤーがミスすると2プレイヤーを交互にプレイする形式であり、同時プレイは出来ない。

### 設置物
マンホール
- いじわるドッグを落とすことができ、まとめて落とすと高得点。ただし、ミルキーが落ちるとミスになる。マイケル（確保する前）はマンホールの上を通過する。

三角コーン
- 障害物。

### ボーナスキャラ・アイテム
魚
- 取ると一定時間いじわるドッグを気絶させられるようになるが、さかな屋のオッサンがミルキー目掛けて追いかけてくる。

以下のアイテムは順番に現れ、取るか一定時間が経つと次のアイテムに切り替わる。現れる場所は決まっている。
ハイヒール
- 取ると1,000点。

ドレス
- 取ると1,250点。

指輪
- 取ると1,500点

車
- 取ると1,750点。名前が自動車と紛らわしいが、グラフィックは異なる。

ドル袋
- 取ると2,000点。

得点の加算は以下の通り。
- マンホールにいじわるドッグを落とすと…10点
- フタをしていじわるドッグをやっつけると…1匹の時:100点、2匹:400点、3匹:800点、4匹:1,600点、5匹:3,200点
- 魚を取ってパワーアップした時にドッグを気絶させると…50点
- マイケルを家に連れ戻すと…ラウンド数x1,000点
- ゲームスタート時のミルキーの残機数は3。10,000点で1つ増え、以後20,000点ごとに1つ増える。

## 登場キャラクター

### 主要キャラクター
ミルキー
- 母猫、プレイヤーキャラ。得意技はジャンプとマンホールの開閉。

マイケル
- 子猫、町のどこかにいる。何故か敵が当たっても平気。街の探検が大好き。

### 敵キャラクター
いじわるドッグ
- つなぎを着た犬。水色のつなぎを着たタイプはミルキーを執拗に追いかけ、頭が悪いのかマンホールが途中にあってもそのまま落ちる。紫のつなぎを着た犬は若干頭が良いのかマンホールを回避するが、紫の犬がマンホールのすぐ近くに来た時に蓋を開けると落ちる。1匹以上の犬がマンホールに落ちると効果音が流れ、その間に落ちたマンホールを閉めれば犬を倒し得点となる。一つのマンホールにまとめて複数の犬を落とすと高得点になるが、一定時間以上蓋を開けたままにすると這い出してくる。

自動車
- 車道を走っており、当たると即死[2]。ジャンプで回避が可能。ミルキー以外は当たっても平気。

さかな屋のオッサン
- 魚を盗ると出現[2]、包丁を片手にミルキーを追い掛け回す。マンホールが開いていると一旦止まって閉める。一定時間が経過するとBGMが変化して色違いのオッサンが出てくる（いわゆる永久パターン防止キャラ）。通常のオッサンよりも足が早く、マンホールは閉めずに上を通過する。同時にいじわるドッグの動きも速くなる。

蛇
- ある1カ所（初期ステージでは上の隅の方）のマンホールを開けると中に潜んでいる。ウヨウヨという音（D, Cisのトリル）と共に這い回る。別のマンホールに入ってもすぐに出てくる。マンホールに入った瞬間に閉じ込める事も出来るが倒した事にはならず、そのマンホールを開けるとまた出てくる。説明書には書かれていない隠しキャラ。

## 備考
- ステージ上のメインBGMはモデスト・ムソルグスキー作曲の組曲「展覧会の絵」（1874年）内の「卵の殻をつけた雛の踊り」（原題：Ballet des poussins dans leurs coques）が原曲である。
- 当時流行していた「おニャン子クラブ」も本作品と同じフジサンケイグループ系列ではあるが、関連は一切無い。